# Подводные лодки проекта 877 «Палтус»
Подводные лодки проекта 877 «Па́лтус» — серия советских и российских дизель-электрических подводных лодок, построенных в 1982—2000 годах. Эти лодки также часто называют «Варшавянка», так как первоначально предполагалось оснащение ими ВМС стран организации Варшавского договора.

## История
Возросшие к 1970-м годам возможности гидроакустических средств привели к лёгкому обнаружению подводных лодок по акустическому полю, и советские конструкторы стали уделять вопросам снижения шумности первостепенное внимание. Так как шумность подводных лодок проекта 641Б, относящихся ко второму поколению, снизить не удалось, то было принято решение создать принципиально новый корабль, в связи с чем в конструкторском бюро «Рубин» под руководством конструктора Юрия Николаевича Кормилицина была начата разработка проекта дизельных подводных лодок третьего поколения. В соответствии с заданием, проектирующаяся лодка должна была гарантированно выигрывать дуэльную ситуацию у любой подводной лодки данного класса, что достигалось оптимальным сочетанием малошумности, дальности средств обнаружения, быстродействия и мощности оружия. Изначально в проект были заложены большие возможности для последующих модернизаций.
Строительство велось двумя сериями, значительно отличающимися по характеристикам. В составе ВМФ СССР все лодки были отнесены к проекту 877, а экспортные — одна серия обозначалась как проект 877Э и 877ЭКМ, вторая — проект 636.
В 1979 году на заводе им. Ленинского Комсомола в Комсомольске-на-Амуре был заложен головной корабль проекта (Б-248, спущена на воду 12 сентября 1980, вступила в строй в 1982 году).
Впоследствии корабли проекта 877 выпускались на судостроительных заводах в Ленинграде (Адмиралтейские верфи) и Горьком (Красное Сормово).

## Конструкция

### Корпус
Корпус лодки впервые в СССР был выполнен в «дирижабельной» форме с оптимальным с точки зрения обтекаемости удлинением и с минимумом забортных отверстий. Соотношение длины к ширине составило чуть больше 7. Выбранная форма позволила повысить скорость подводного хода и снизить шумность, за счёт ухудшения мореходности в надводном положении.
Лодка имеет традиционную для советской школы подводного кораблестроения двухкорпусную конструкцию. Лёгкий корпус ограничивает развитую носовую оконечность, в верхней части которой находятся торпедные аппараты, а нижнюю занимает развитая основная антенна гидроакустического комплекса «Рубикон-М».
Ограждение выдвижных устройств находится над вторым отсеком и выполняет обычные свои функции — ходовой мостик, воздухозабор, обтекание и защита перископов, антенн и прочих подъёмно-мачтовых устройств, там же находится герметичный кранец для ПЗРК «Стрела-3М».
Прочный корпус разделён на шесть отсеков:
- Первый отсек двумя палубами делится на три помещения. Верхнее занята торпедным оружием, среднее — жилые каюты, кают-компания, лазарет, в нижнем — первая группа аккумуляторов.
- Второй отсек также двухпалубный. На верхней палубе — центральный пост, штурманская рубка, рубки операторов РЛС и гидроакустиков, под ними — вторая палуба, на которой располагается рубка связистов и рубка штурманского оборудования и гирокомпас. В трюме отсека размещаются провизионные камеры, а также устройства водяной и гидравлической систем. Через этот же отсек проходят все выдвижные устройства.
- Третий отсек — жилой. Две палубы заняты помещениями экипажа — камбуз, душевая, жилые каюты, а самое нижнее помещение — второй группой аккумуляторной батареи.
- Четвёртый отсек — дизель-генераторный.
- Пятый отсек — электромоторный. Из этого отсека выпускается кормовой аварийный буй.
- Шестой отсек — кормовой, в нём находятся электродвигатель экономичного хода и приводы рулей, кормовой люк.

### Силовая установка
Подводные лодки проекта 877 имеют одновальную энергетическую установку, реализованную по принципу полного электродвижения. Два дизеля типа 4-2ДЛ42М имеют мощность по 1000 кВт при частоте вращения 700 об./мин, и работают совместно с генераторами типа ПГ-142. Гребной электродвигатель модели ПГ-101 имеет мощность 4040 кВт на 500 об./мин и дублируется электродвигателем экономического хода типа ПГ-140 (139 кВт на 150 об./мин). Два резервных движителя типа «винт в трубе» находятся в полукольцевых тоннелях в кормовой части внутри лёгкого корпуса лодки и приводятся во вращение резервными электродвигателями ПГ-168 (2x 75 кВт при 650 об./мин).
Аккумуляторная батарея типа 446 состоит из двух групп по 120 элементов в каждой, и размещена на нижних палубах 1-го и 3-го отсеков. Её энергоёмкости хватает на 400 миль подводного хода при скорости 3 узла. Запас хода под РДП составляет 6500 миль на 7 узлах.

### Обитаемость
На 57 членов экипажа, из них 12 офицеров имеется 45 спальных мест, расположенных в каютах первого и третьего отсеков. Ввиду отсутствия необходимого числа спальных мест, в пунктах базирования экипаж располагается в казармах.

### Вооружение
Лодки проекта получили автоматизированный комплекс вооружения. В состав вооружения вошли 6 торпедных аппаратов калибра 533 мм, до 18 торпед или 24 мины. В советское время на кораблях устанавливался оборонительный ЗРК «Стрела-3М», который мог использоваться в надводном положении.

## Модификации

### 877ЛПМБ

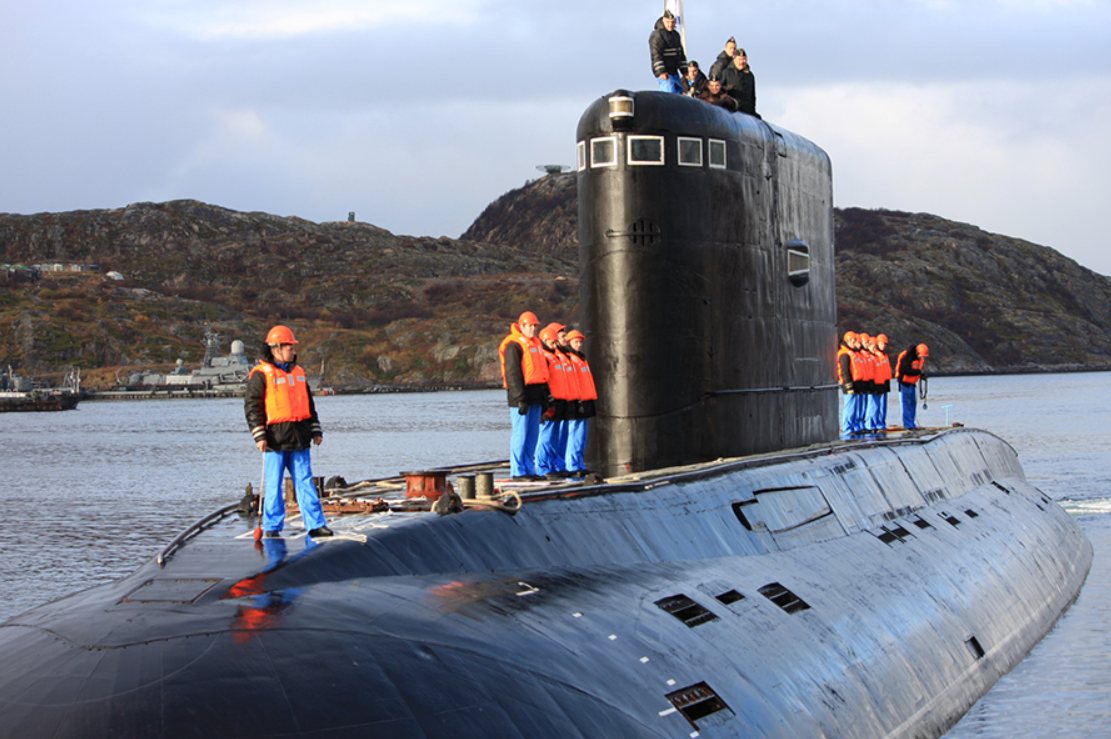
ДЭПЛ Калуга возвращается из дальнего похода, 2015 год

Подводная лодка Б-800 «Калуга», построенная в 1989 году, получила экспериментальный гребной винт из особого сплава «Аврора», имеющий 7 лопастей Г-образной формы. Также на лодке был оборудован спасательный люк, позволяющий эвакуироваться из субмарины с глубины до 250 метров. Оборудование электромеханической боевой части (БЧ-5) было переработано, главный гребной электродвигатель и двигатель экономичного хода были более низкооборотными, а значит, и более тихими, чем на двух головных лодках проекта Б-401 и Б-402. На лодке было установлено дополнительное штурманское оборудование. В результате модернизаций были несколько стеснены жилищные условия на лодке.
Входила в боевой состав Черноморского флота, затем была переведена на Северный флот. В ожидании ремонта подводная лодка простояла у причала судостроительного завода «Звёздочка» 9 лет. Ремонтные работы начались в 2011 году и закончены в 2012 году. Входит в состав 161-й БрПЛ Кольской флотилии разнородных сил Северного флота (пункт базирования Полярный).

### 877В

Схема проекта 877В

Подлодка Б-871 «Алроса» базового проекта 877 была оснащена экспериментальным водомётным движителем вместо винта. Проект получил шифр 877В, а лодка после модернизации стала самой тихой лодкой проекта.

### 877Э
Для поставки на экспорт был разработан изменённый вариант проекта, получивший шифр 877Э (Экспортный). Он отличается главным образом в части оснащения оборудованием и не комплектуется ПЗРК.

### 877ЭКМ
На базе экспортной модификации 877Э был разработан вариант проекта 877ЭК (Экспортный Капиталистический), который не пошёл в производство и был доработан, получив шифр 877ЭКМ (Экспортный Капиталистический Модернизированный). Основной акцент при модернизации был сделан на обеспечение работы механизмов лодки в тропических условиях. По проекту 877ЭКМ в 1983—2000 годах было построено 18 подлодок.
С 2004 года подводная лодка ВМС Индии «Синдукирти» проходит ремонт и модернизацию в Визакхапатнаме, возвращение в состав флота планируется в 2014—2015 годах. Основной целью проекта является увеличение возможностей национальных компаний в проведении модернизации подводных лодок.

### 08773
Доработанный для ВМС Индии проект 877ЭКМ получил шифр 08773. Отличия заключались в установке ракетной системы Club-S, системой управления ракетами Lama-ER, нового гидроакустического комплекса МГК-400ЭМ (MGK-EM), усовершенствованных систем управления и обслуживания. Лодки этой и последующих модификаций получили натовское обозначение «Improved Kilo».

### 636
На базе проекта 877ЭКМ для китайских ВМС был разработан проект 636 «Варшавянка», отличающийся оборудованием и доработками корпуса. Для проекта 636 специально разработано около трёх десятков наименований компонентов оснащения. В результате усовершенствования проекта 636 возник проект 636М.

## Сравнительная характеристика
Лодки проекта 877 являются самыми малошумными российскими подлодками, что объясняется отсутствием как шумных турбозубчатых агрегатов и мощных насосов, характерных для АПЛ, так и весьма шумных дизельных двигателей надводного хода. Уменьшение шумности агрегатов дополнено выверенной обтекаемой формой и гидроакустическим покрытием корпуса. Шумность лодки на 2—5 узлах 80—90 Дб на 1 Па на расстоянии 1 м

## Иностранные визиты
В мае 1994 года подводная лодка «Б-459» (Северный флот) совершила деловой заход в базу подводных сил Великобритании Госпорт. Это был первый после Второй мировой войны заход подводной лодки СССР и РФ в Великобританию.
В мае-июне 2001 года подводная лодка «Вологда» (Северный флот) находилась с официальным визитом в Великобритании на столетии военно-морской базы Фаслейн.
В октябре 2002 года подводная лодка «Могоча» (Тихоокеанский флот) в составе отряда боевых кораблей находилась с официальным визитом в Японии. Участвовала в международном параде на пятидесятилетии сил самообороны Японии.
21—25 мая 2009 года подводная лодка Б-471 «Магнитогорск» (Северный флот) участвовала в торжественных мероприятиях, посвящённых столетию подводных сил Норвегии.

## Представители
До 2006 года было построено 24 подводных лодки для ВМФ СССР и России, а также 29 лодок на экспорт. По состоянию на 2016 год, строительство кораблей продолжается в модификации 636.3, заказано шесть лодок для Черноморского флота, столько же для Тихоокеанского флота, и ряд экспортных — для Вьетнама и Алжира. 
В июне 2019 года Министерством обороны Российской Федерации объявлен тендер на проведение работ по утилизации нескольких подводных лодок проекта 877. О скольких кораблях идёт речь и о каких именно — в источниках информации не уточняется.